# Colonial National Bank
Colonial National Bank, también conocido como Colonial-American National Bank y Colonial Arms Building, es un banco histórico y un edificio de oficinas ubicado en Roanoke, Virginia. Fue construido en 1926-1927 y es un edificio de 12 pisos, de granito y ladrillo esmaltado gris, de estilo neoclásico. El diseño del edificio recuerda al de una columna clásica; sus primeros tres pisos componen la base, su fuste se compone de los siguientes siete pisos de ladrillo sin adornos, y los dos pisos superiores de ladrillo ornamentado son el capitel. El edificio cuenta con un anexo de tres plantas construido en dos etapas en 1949 y 1959. La estructura fue el edificio más alto de Roanoke durante casi cincuenta años.
El edificio de oficinas figuraba en el Registro Nacional de Lugares Históricos en 1983. Ha sido renovado numerosas veces y a 2018 albergaba un banco en sus pisos inferiores y apartamentos de lujo en la parte superior.

## Historia

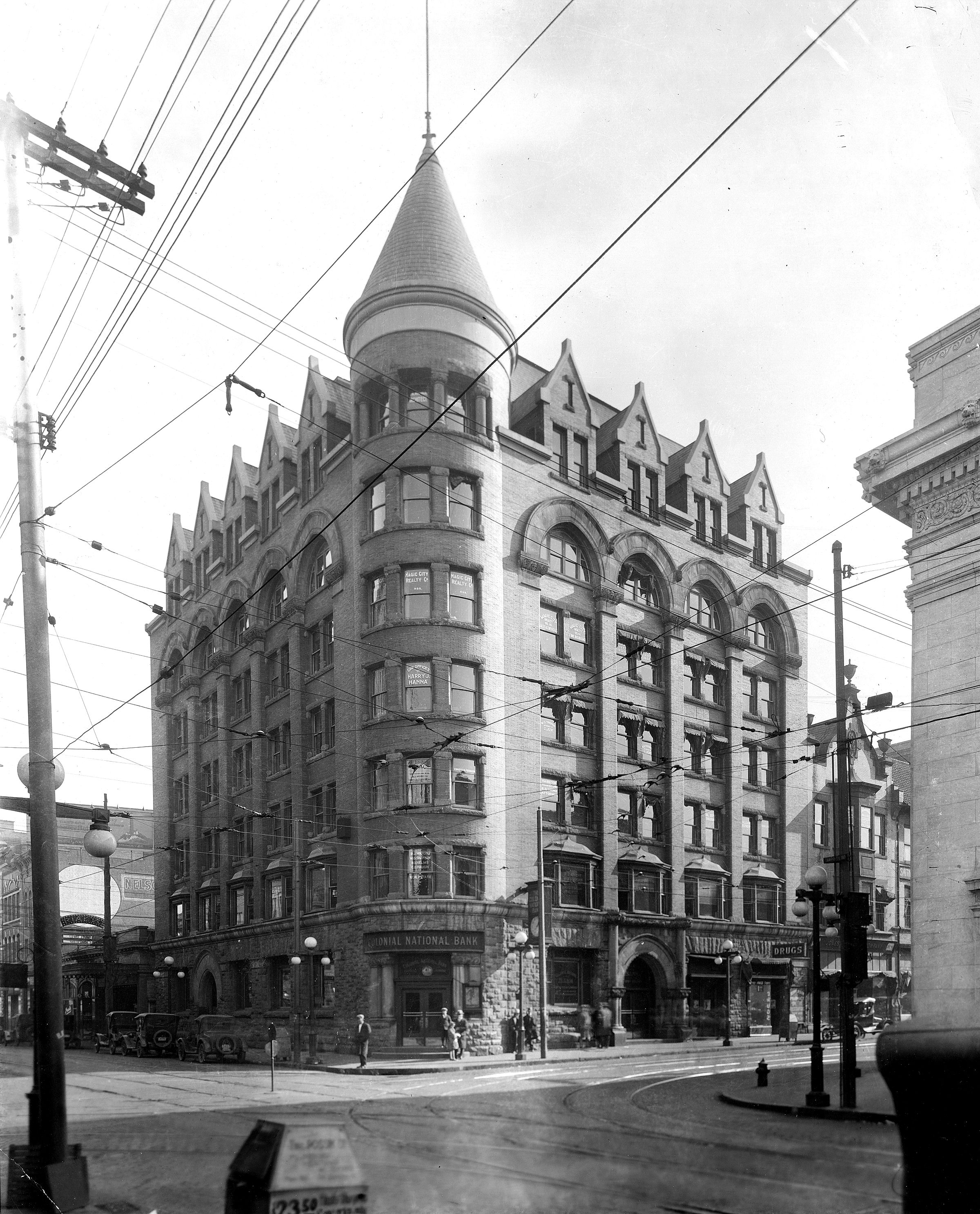
El edificio Terry, c.1920

El banco comenzó su vida como Colonial Bank and Trust Company, establecido en 1910 y con sede en la cuadra 100 de Campbell Avenue en el centro de Roanoke. En 1912, la empresa se trasladó a un nuevo alojamiento en el edificio Terry, un edificio de c. 1892
 construido por Peyton Terry, uno de los primeros empresarios influyentes de Roanoke. El edificio, ubicado en la esquina sureste de Campbell Avenue y Jefferson Street, fue diseñado en estilo italiano y con siete pisos de altura fue el primer «rascacielos» de Roanoke. El banco compró el edificio Terry un año después de mudarse. : 503 En 1927, después de sólo 35 años de uso, el banco decidió derribar el cada vez más pasado de moda Terry Building.
En su lugar, la organización construyó la estructura actual, un edificio de 12 pisos de estilo neoclásico. El nuevo edificio fue diseñado por Frye and Stone, un estudio de arquitectura local responsable de muchos edificios que se convertirían en puntos de referencia de Roanoke. La firma siguió la tendencia contemporánea con la construcción de rascacielos, creando una estructura que imitaba en su diseño una columna clásica de tres partes. Los primeros tres pisos, o base, están construidos con sillar de granito; los siete pisos del medio, o eje, son de ladrillo gris, y los dos pisos superiores, o capitel, son de ladrillo ornamentado. En un giro moderno del diseño neoclásico del edificio, su lado de Campbell Avenue cuenta con cinco grandes ventanas en los dos pisos inferiores.
Los dos pisos más bajos del edificio estaban dedicados a operaciones bancarias, mientras que los diez superiores tenían dieciséis oficinas cada uno y tenían diseños idénticos. Cada piso tenía un baño de hombres y mujeres; Como era el caso de muchos edificios de oficinas de la época, los baños de hombres tenían cinco instalaciones mientras que los de mujeres solo tenían una.
En 1929, Colonial National se fusionó con el American National Bank, formando el Colonial-American National Bank. El American National, que había estado alojado en un edificio más al oeste de Campbell Avenue, se mudó al edificio Colonial National. Una de las características más distintivas de la estructura data de esta época. Un reloj de  cobre y vidrieras se proyecta desde el edificio en la esquina de Campbell y Jefferson. El reloj tiene campanadas en su interior y «Colonial American Bank» está escrito en las vidrieras.

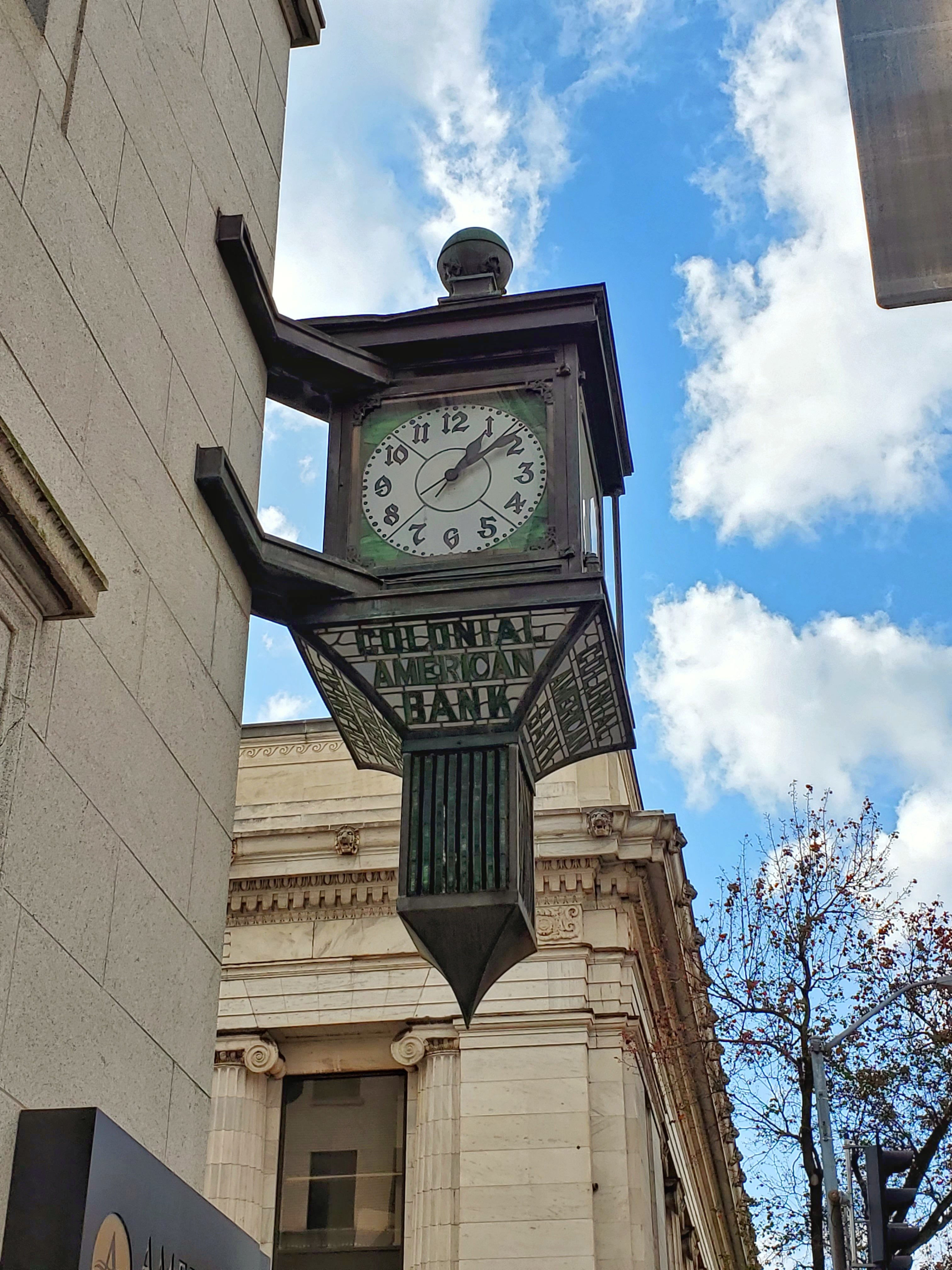
El reloj del Colonial American Bank, de c. 1929.

El banco construyó un anexo de tres pisos al lado del edificio en Jefferson Street en dos fases; el primero en 1949 y el segundo diez años después. La adición elevó el espacio total del edificio Colonial National a 70 pies cuadrados (650,3 dm²).
Para celebrar el 50 aniversario del banco, los dos primeros pisos del edificio fueron remodelados en 1960. La estructura siguió siendo el edificio más alto de Roanoke durante 50 años, hasta que un banco rival construyó una torre más alta más al sur de Jefferson en 1976. Ese mismo año, se anunció que Colonial American comenzaría la construcción de sus propias nuevas instalaciones en Jefferson, como parte del programa de renovación urbana «Downtown East» de Roanoke.
Colonial American continuó operando un banco en el edificio más antiguo hasta 1981, cuando Norfolk Southern, que había estado alquilando espacio para oficinas en sus pisos superiores, terminó su propia sede en otro lugar del desarrollo Downtown East y abandonó las instalaciones. El edificio se vendió a un nuevo propietario que realizó una renovación importante en todo el edificio. La propiedad figuraba en el Registro Nacional de Lugares Históricos en 1983 y continuó utilizándose como espacio de oficinas con los pisos inferiores alquilados a un banco.
En 1992, el edificio fue el lugar de un experimento realizado por la ciudad de Roanoke con dos objetivos: aumentar el número del halcón peregrino en peligro de extinción en el estado y combatir la sobreabundancia de palomas en el centro de la ciudad. La ciudad compró cinco polluelos de halcón peregrino a $1600 cada uno (recaudados en 54 negocios del centro) y los liberó en el techo del Colonial National. El Servicio de Pesca y Vida Silvestre de los Estados Unidos, que conocía el programa de la ciudad, aportó un sexto pájaro que se había caído de su nido en el Puente Memorial de Delaware. Finalmente se determinó que los halcones no mataban una cantidad suficiente de palomas para ser una solución eficaz.
El edificio se vendió a un nuevo propietario en 1996, y nuevamente en 2004, esta vez a un desarrollador local que convirtió los pisos superiores en condominios de lujo. Las dos plantas inferiores se alquilaron nuevamente a un banco local.